# Communauté de communes du Bassin de Marennes
Die Communauté de communes du Bassin de Marennes ist ein französischer Gemeindeverband mit der Rechtsform einer Communauté de communes im Département Charente-Maritime in der Region Nouvelle-Aquitaine. Sie wurde am 18. Dezember 1996 gegründet und umfasst sechs Gemeinden. Der Verwaltungssitz befindet sich im Ort Marennes-Hiers-Brouage.
Zum 1. Januar 2019 bildeten die ehemaligen Gemeinden Marennes und Hiers-Brouage die Commune nouvelle Marennes-Hiers-Brouage. Dadurch verringerte sich die Anzahl der Mitgliedsgemeinden auf sechs.

## Mitgliedsgemeinden
| Gemeinde                                     | Einwohner 1. Januar 2022 | Fläche km² | Dichte Einw./km² | Code INSEE | Postleitzahl |
| -------------------------------------------- | ------------------------ | ---------- | ---------------- | ---------- | ------------ |
| Bourcefranc-le-Chapus                        | 3.515                    | 12,40      | 283              | 17058      | 17560        |
| Le Gua                                       | 2.115                    | 36,09      | 59               | 17185      | 17600        |
| Marennes-Hiers-Brouage                       | 6.148                    | 51,44      | 120              | 17219      | 17320        |
| Nieulle-sur-Seudre                           | 1.224                    | 20,75      | 59               | 17265      | 17600        |
| Saint-Just-Luzac                             | 2.100                    | 47,74      | 44               | 17351      | 17320        |
| Saint-Sornin                                 | 420                      | 13,49      | 31               | 17406      | 17600        |
| Communauté de communes du Bassin de Marennes | 15.522                   | 181,91     | 85               | –          | –            |